# تجدد الكبد

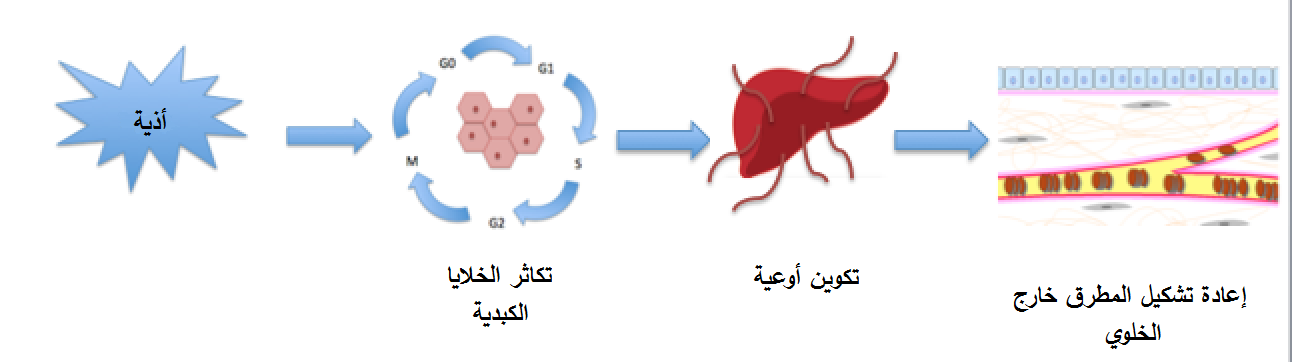
آلية تجدد الكبد عند الإنسان البالغ

تجدد الكبد أو تجديد الكبد (بالإنجليزية: Liver regeneration)‏ هو العملية التي يستطيع الكبد من خلالها استبدال أنسجة الكبد المفقودة عبر نمو الأنسجة المتبقية.

## ميزات التجدد
الكبد هو العضو الحشوي الوحيد الذي يمتلك القدرة على التجدد. يمكن أن يتجدد الكبد بعد الاستئصال الجراحي أو بعد الإصابة الكيميائية. من المعروف أن ما لا يقل عن 25٪ من كتلة الكبد الأصلية يمكن أن تعود إلى حجمها الكامل. عملية التجدد في الثدييات هي في الأساس نمو تعويضي لأنه يتم استبدال كتلة الكبد فقط وليس الشكل. ومع ذلك، في الأنواع الأدنى مثل الأسماك، يمكن استبدال كل من حجم وشكل الكبد.

## الآلية
يتضمن تجدد الكبد على تَنَسُخ خلايا الكبد، خاصة الخلايا الكبدية، تليها خلايا أخرى مثل الخلايا الظهارية الصفراوية والخلايا البطانية الجيبية. بمجرد اكتمال تكاثر الخلايا، تخضع الخلايا المنقسمة حديثاً لإعادة البناء، تولد الأوعية، وإصلاح المطرق خارج الخلوي لاستكمال عملية التجدد.

## مراحل عملية التجدد
هناك حدثان يتمتع فيهما الكبد بالقدرة على التجدد، أحدهما استئصال الكبد الجزئي والآخر هو تلف الكبد بسبب السموم أو العدوى. تصف العمليات الموضحة أدناه مع المسارات الناتجة بعد استئصال الكبد الجزئي.
بعد عملية استئصال الكبد الجزئي، هناك ثلاث مراحل لعملية التجدد:
1. المرحلة الأولى: هي مرحلة التحضير وخلال هذا الجزء، يتم تنشيط المئات من المورثات وتحضير الكبد للتجدد. تحدث هذه المرحلة التمهيدية خلال (0-5) ساعات بعد استئصال الكبد وتتناول بشكل أساسي الأحداث قبل الدخول في دورة الخلية وتَضمن أن خلايا الكبد يمكنها الحفاظ على استتباب وظائفها.[7]
2. المرحلة الثانية: تتناول تنشيط عوامل النمو المختلفة مثل مستقبل عامل نمو البشرة (EGFR) ومستقبل عامل نمو الخلية الكبدية (c-Met). هذان العاملان هما المركبان الرئيسيان لتجدد الكبد.
3. المرحلة النهائية: تتناول إنهاء التكاثر بواسطة عامل النمو المحول بيتا (TGF-β).[8]

بعد عملية استئصال الكبد مباشرة، يتم تنشيط العديد من مسارات الإشارات التي تبدأ عملية التجدد. أولها هو زيادة نشاط اليوروكيناز. ومن المعروف أن اليوروكيناز يقوم بتفعيل إعادة بناء المطرق. تتسبب إعادة البناء هذه في إطلاق عامل النمو الكبدي (HGF) وبسبب هذا الإطلاق يتم تنشيط مستقبل عامل نمو الخلية الكبدية (c-Met).
يتم تنشيط مستقبل عامل نمو البشرة (EGFR) أيضاً بنفس طريقة تنشيط مستقبل عامل نمو الخلية الكبدية (c-Met)، وتلعب عوامل النمو هذه دوراً رئيسياً في عملية التجدد. تحدث هذه العمليات خارج الخلايا الكبدية وتؤدي إلى تجدد الكبد.
مجرد اكتمال هذه العمليات، تصبح الخلايا الكبدية قادرة على بدء عملية التكاثر. هذا بسبب وجود اتصال بين بيتا-كاتينين (β-catenin) «داخل الخلايا الكبدية» وعوامل النمو (مستقبل عامل نمو البشرة (EGFR) ومستقبل عامل نمو الخلية الكبدية (c-Met)) «خارج الخلايا الكبدية». يمكن أن يحدث هذا الاتصال لأن β-catenin و Notch-1 ينتقلان إلى نواة الخلايا الكبدية بعد حوالي 15-30 دقيقة من استئصال الكبد.
يزيد وجود هذين البروتينين من الاستجابة التجددية ويعمل مستقبل عامل نمو البشرة (EGFR) وعامل النمو الكبدي (HGF) بمثابة مُحدِثات مباشرة للانقسام الفتيلي ويمكن أن تنتج استجابة قوية لها، مما يؤدي لتكاثر الخلايا الكبدية.
بعد اكتمال عملية التجدد، يضع عامل النمو المحول بيتا (TGF-β) حداً للتكاثر عن طريق الاستماتة (الموت الخلوي المبرمج). يثبط عامل النمو المحول بيتا 1 (TGF-β1) تكاثر الخلايا الكبدية عن طريق كبح عامل النمو الكبدي (HGF).
كما ذكر أعلاه، يُفعِّل يوركيناز إطلاق عامل النمو الكبدي (HGF). لذلك، يثبط عامل النمو المحول بيتا 1 (TGF-β1) أيضاً نشاط اليوروكيناز. هذه العملية قادرة على إعادة خلايا الكبد إلى حالتها المستقرة.
في بعض الأحيان، لا تملك الخلايا الكبدية القدرة على التكاثر، لذا هناك شكلاً بديلاً من التجدد قادر على إعادة بناء الكبد. إذ يمكن أن يحدث هذا بمساعدة الخلايا الظهارية الصفراوية التي لديها القدرة على التحول إلى خلايا كبدية عندما يكون لدى الخلايا الكبدية الأصلية مشاكل في التكاثر.
هذا يرجع إلى حقيقة أن الخلايا الصفراوية لها وظيفتان، واحدة هي النقل الطبيعي للصفراء والأخرى التحول إلى خلايا جذعية للخلايا الكبدية. كما أن العكس صحيح، حيث تكون خلايا الكبد قادرة على التحول إلى خلايا صفراوية عند فقدانها القدرة على التكاثر. كل من هذه الأنواع الخلوية هي خلايا جذعية اختيارية لبعضها البعض. الخلايا الجذعية الاختيارية لها في الأصل مصير واحد ولكن عند إصابة نوع آخر من الخلايا، يمكن أن تعمل كخلايا جذعية. يمكن لهذين النوعين من الخلايا إصلاح أنسجة الكبد حتى عندما تفشل الآلية الطبيعية لتجدد الكبد.

## وظائف الكبد أثناء التجدد
في معظم الحالات، تتأثر وظيفة الكبد جزئياً فقط خلال فترة تجدد الكبد. في حين أن بعض الوظائف المتخصصة مثل استقلاب الأدوية تنقص، فإن العديد من الوظائف الأولية الأخرى مثل إنتاج الألبومين والصفراء لا تتأثر بشكل كبير.

## أهمية تجدد الكبد
تعد قدرة الكبد على التجدد أمراً أساسياً في استتباب الكبد. نظراً لأن الكبد هو الموقع الرئيسي لإزالة السموم من الأدوية، فإنه يتعرض للعديد من المواد الكيميائية في الجسم التي قد تؤدي إلى موت الخلايا وأذيتها. يمكن للكبد تجديد الأنسجة التالفة بسرعة وبالتالي منع فشلها. ومع ذلك، فإن التنبؤ بالسرعة الحقيقية لتجدد الكبد يعتمد على إذا ما كان إنترلوكين 6 يعاني من فرط التعبير. يعد تجدد الكبد أمراً هاماً أيضاً للمصابين بأمراض الكبد حيث يعد الإزالة الجزئية للكبد بسبب التليف أو الورم علاجاً شائعاً يعتمد على قدرة الكبد المتبقي على التجدد.

## النماذج التجريبية
يستخدم نوعان رئيسيان من النماذج لدراسة تجدد الكبد، بما في ذلك الاستئصال الجراحي، ويشار إليه أيضاً باسم استئصال الكبد الجزئي (PHX)، وتلف الكبد الناجم عن المواد الكيميائية. في حين أن آليات وحركية تجدد الكبد في هذين النموذجين مختلفة، فإن العديد من مسارات الإشارة نفسها تحفز تجدد الكبد في كلا المسارين.

## تاريخياً

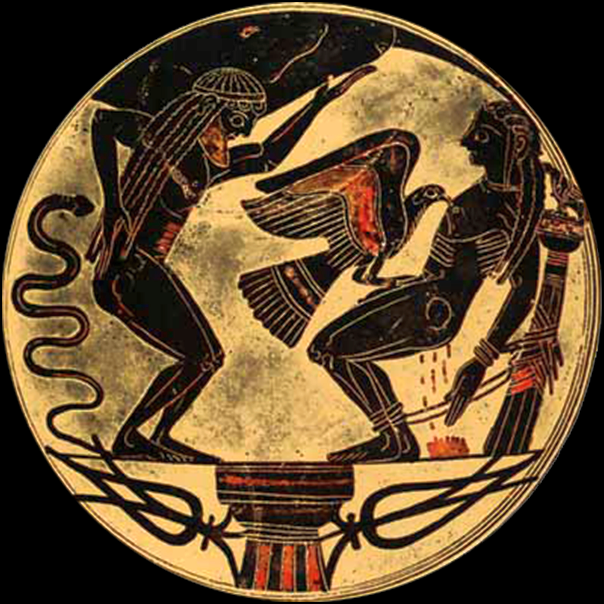
تيتان بروميثيوس مقيد بالسلاسل إلى صخرة في القوقاز بينما يقوم النسر بالتهام كبده.

تشير الأعمال العلمية والطبية المتعلقة بتجدد الكبد في كثير من الأحيان إلى اليوناني تيتان بروميثيوس الذي كان مقيداً بالسلاسل إلى صخرة في القوقاز. وفي كل يوم، كان نسر يلتهم كبده لينمو مرة أخرى في كل ليلة. تشير الأسطورة إلى أن اليونانيين القدماء ربما عرفوا بقدرة الكبد الرائعة على إعادة الإصلاح والتجدد.

## اقرأ أيضاً
- Taub R (أكتوبر 2004). "Liver regeneration: from myth to mechanism". Nature Reviews. Molecular Cell Biology. ج. 5 ع. 10: 836–47. DOI:10.1038/nrm1489. PMID:15459664.
- Michalopoulos GK (فبراير 1990). "Liver regeneration: molecular mechanisms of growth control". FASEB Journal. ج. 4 ع. 2: 176–87. PMID:2404819. مؤرشف من الأصل في 2019-12-14. Republished as: Michalopoulos GK (1992). "Liver Regeneration: Molecular Mechanisms of Growth Control". Artificial Liver Support. ص. 72–93. DOI:10.1007/978-3-642-77359-4_6. ISBN:978-3-642-77361-7.
- Matsumoto K، Nakamura T (1992). "Hepatocyte growth factor: molecular structure, roles in liver regeneration, and other biological functions". Critical Reviews in Oncogenesis. ج. 3 ع. 1–2: 27–54. PMID:1312869.
- Fausto N، Laird AD، Webber EM (ديسمبر 1995). "Liver regeneration. 2. Role of growth factors and cytokines in hepatic regeneration". FASEB Journal. ج. 9 ع. 15: 1527–36. PMID:8529831. مؤرشف من الأصل في 2019-12-14.
- Jirtle، Randy L.، المحرر (1995). Liver Regeneration and Carcinogenesis: Molecular and Cellular Mechanisms. Academic Press. ISBN:978-0-08-053554-8.